# 长号
長號（英語：Trombone），亦稱伸縮喇叭、伸縮號，是一種銅管樂器。一如所有銅管樂器，長號透過吹奏者以雙唇振動空氣來發聲；而與其他使用按鍵的銅管樂器的不同之處在於，長號透過吹奏者改變滑管（Slide）的長度來改變音高。最為常見的長號種類為次中音長號（tenor trombone）。

## 構造與特點
| 長號的構造 | 長號的構造 |
| ---------- | --- |
|            | 1. 調音管 2. 配重/平衡器 3. 吹嘴 4. 滑管鎖環 5. 喇叭/管口 6. 減震橡膠 7. 去水掣 8. 滑管 9. 外柄（把手） 10. 內柄 11. 螺帽 |

長號的管子有小號的兩倍長，而管形的比例類似小號，因而是屬於長粗管樂器中管徑最細的樂器。  
縱使如此，管子的粗細因製造者而有相當的差別。用伸縮方式操作音律的方法是原始的，在其他銅管樂器只能吹奏自然泛音的古代，因為樂器構造的關係，唯有長號已經能夠吹奏半音音階了。長號的構造雖然修長，但並不像法國號或上低音號般管子繞上多圈，因此長號的發聲能較爽直地送出喇叭口。這使長號與其他銅管樂器不同，能表現出一種較為直接，更偏於自然人聲的音色，這也是許多樂曲中不可或缺的元素之一；而當表現溫暖的音色時，又能帶有另一種不同於其他銅管樂器的味道。

## 演奏技巧
長號改變音高的方式通常不是按鍵式的活門，而是以右手前後拉動滑管，是所有管樂器中唯一以此方式演奏的樂器。從原則上，長號可說是最接近人聲的樂器；而當初長號也就是被設計來替代人聲，在教堂詩班裡支持男聲聲部。滑管以每個半音的距離為一個把位，把位與把位之間的距離大約為3.25吋（8厘米）；每把滑管對外伸出一個把位的距離，就能把吹奏的音符降低一個半音。此外，吹奏者嘴唇的鬆緊也會影響音符的音高（此技巧稱為slur，因為不需要經過點舌即可做到換音，常應用於圓滑奏）；因此，在把位位置上的稍微偏差，能夠聽力調正音準。
在樂器吹奏上，圓滑奏（legato）是一種音與音之間連間連結的技巧。相對於其它管樂器，圓滑的吹奏對於長號是較難做到的，因為音符與音符常常需要切換把位，而在這過程中時間空隙的產生在所難免；且把位與把位之間會經過泛音列，吹奏者必須避免滑音的產生。这一技巧常应用于爵士樂中，故長號又有“爵士樂之王”的美譽。此技巧較考驗演奏者的點舌與slur等多種技巧，因此，這也是長號在演奏上別具特色之處，光是長號演奏slur的技巧就有「Lip Slurs」、「Cross-Grain Slurs」、「Tongued Slurs」、「Valve Slurs」等。
一般來說，一個交響樂團會配置三至五把長號，包括2把次中音長號及一把低音長號。除了在古典音樂的演奏外，在爵士樂裡，長號也是常見的樂器，其滑音（glissando），是長號獨特的吹奏方式，更常帶來令聽眾驚奇與歡樂的效果。 
在行進樂隊中，長號經常排在第一排，以免滑管向外推時碰到前面的人；而在室內管樂團或是管弦樂團中，前方也會預留一塊空間。 